# Cimarron (film din 1960)
Cimarron (titlul original: în engleză Cimarron) este un film epic–monumental, din anul 1960, care cuprinde o perioadă de 25 de ani din timpul de pionierat al fermierilor în America, realizat de regizorul Anthony Mann, după romanul omonim al scriitoarei Edna Ferber, apărut în anul 1929, protagoniști fiind actorii Glenn Ford, Maria Schell și Anne Baxter. 

## Conținut
În 1889, guvernul federal a deschis colonizării teritoriile virgine din Oklahoma. Loturile de teren sunt acordate gratuit primilor sosiți. În ziua cu pricina, coloniștii s-au masat în grabă de-a lungul graniței pentru a participa la acest Oklahoma Land Run, printre aceștia Yancey Cravat, poreclit Cimarron, care dorește să devină un rancher după ce a fost la rândul său jucător de cărți, bandit și avocat. El a convins-o pe tânăra soție Sabra să-l urmeze în această aventură. Yancey îl întâlnește pe vechiul său prieten, Sam Pegler, fondatorul ziarului „Texas Wigwam”, redenumit aici „Oklahoma Wigwam”. Sam este însoțit de soția sa Mavis și de tipograful Jesse Rickey, care la fel ca Cimarron, și-au pus mari speranțe pentru un nou început...

## Distribuție
- Glenn Ford – Yancey Cravat, zis „Cimarron”
- Maria Schell – Sabra Cravat, soția sa
- Anne Baxter – Dixie Lee
- Arthur O’Connell – Tom Wyatt
- Mercedes McCambridge – Sarah Wyatt, soția sa
- Russ Tamblyn – William Hardy, numit „The Cherokee Kid”
- Vic Morrow – Wes Jennings
- Robert Keith – Sam Pegler
- Charles McGraw – Bob Yountis
- Aline MacMahon – Mavis Pegler
- Harry Morgan – Jesse Rickey
- David Opatoshu – Sol Levy
- Edgar Buchanan – judecătorul Neal Hefner
- Lili Darvas – Felicia Venable
- Mary Wickes – doamna Neal Hefner
- Royal Dano – Ike Howes
- L. Q. Jones – Millis
- George Brenlin – Hoss Barry
- Wladimir Sokoloff – Jacob Krubeckoff
- Ted Eccles – Cimarron Cravat, la doi ani
- James Halferty – Cimarron Cravat, la zece ani
- Buzz Martin – Cimarron Cravat ca tânăr
- Dawn Little Sky – Arita Red Feather
- Eddie Little Sky – Ben Red Feather și
- Mickie Chouteau – Ruby Red Feather, ambele fiice
- Mary Benoit – doamna Lancey
- Janet Brandt – Madam Rhoda
- Paul Bryar – dl. Self, politician
- Robert Carson – senatorul Rollins
- John L. Cason – Suggs
- William Challee – bărbierul
- Richard Davies – dl. Hodges
- Phyllis Douglas – Sadie
- Coleman Francis – dl. Geer
- John Pickard – căpitanul de cavalerie Ned
- Gene Roth – Connors
- Jack Scroggy – Walter
- Charles Seel – Charles
- Ivan Triesault – Lewis Venable, tatăl lui Sabras
- Charles Watts – Lou Brothers, politician
- Helen Westcott – Miss Kuye, învățătoare
- Jorie Wyler – Theresa Jump

## Melodii din film
- "Cimarron": muzica de Franz Waxman, textul de Paul Francis Webster, interpretată de The Roger Wagner Chorale

## Remake
Acest film este o nouă adaptare după romanul omonim al scriitoarei Edna Ferber, publicat în 1929, Cimarron realizat în 1931 de regizorul Wesley Ruggles.

## Premii și nominalizări
- 1961 Nominalizări Oscar:
  - Cele mai bune decoruri
  - Cel mai bun mixaj sonor pentru Franklin Milton (Metro-Goldwyn-Mayer SSD)
- 1961 Nominalizări Laurel Awards  1961:
  - Top Action Performance lui Glenn Ford

## Interesant de știut
Acest film, Cimarron a luat ființă într-o perioadă în care regizorul Mann insista să realizeze  filme cu subiecte monumentale. Nu cu mult timp în urmă (1959), începuse turnarea la filmul Spartacus (cu Kirk Douglas și Tony Curtis), când a fost înlocuit cu Stanley Kubrick. Imediat după Cimarron, Mann a regizat epopeea istorică Cidul cu Charlton Heston, în 1960 în Spania, trei ani mai târziu a filmat tot acolo, drama romană antică Căderea Imperiului Roman.